# Astragalus detritalis
Astragalus detritalis är en ärtväxtart som beskrevs av Marcus Eugene Jones. Astragalus detritalis ingår i släktet vedlar, och familjen ärtväxter. Inga underarter finns listade i Catalogue of Life.